# Phenacoccus americanus
Phenacoccus americanus är en insektsart som beskrevs av King och Cockerell 1897. Phenacoccus americanus ingår i släktet Phenacoccus och familjen ullsköldlöss. Inga underarter finns listade i Catalogue of Life.